# 大坪紗耶
大坪 紗耶（おおつぼ さや、1982年2月24日 - ）は、日本の女優、モデル、タレント。東京女子大学卒業。

## 人物
山口県下関市生まれ、佐賀県出身。10歳から地元九州でモデルを始め、15歳の時東京・渋谷でスカウトを受け本格的に芸能の道に入る。『本宮 純子』の芸名でボックスコーポレーション、イエローキャブに所属し、その間多くの女優を発掘したフジテレビの恋愛オムニバスドラマ「美少女H」第2話で高橋一生を相手役にヒロインを演じたほか、いくつかの映画、舞台、ドラマに出演した。またグラビアアイドルとして「やるヌキッ!」や「Pooh!」などの深夜バラエティへの出演やDVDのリリース、雑誌グラビアなどの活動をしたが、22歳で芸能活動を休止。栄養士の資格を取り勤務した。
更に大学に進学・卒業も経験した後、30歳で子育てのため地元・佐賀に戻るとモデルとしての活動を再開。九州電力など地場大手に採用されたほか、佐賀市の移住促進プロモーションムービーでは主演を務めた。また、アウトドア活動に力を入れ日本キャンプ協会公認資格を取得し、キャンプインストラクターとしてサガテレビの情報番組かちかちPressの金曜コメンテーターやサガテレビグループが展開するウェブマガジンでコラムの執筆などを担当した。更に2021年には株式会社ミライエンターテインメントを設立。アウトドア活動に加え日本のミスコンテスト「ミス・ジャパン佐賀大会」の運営や「佐賀美少女図鑑」のマネージャーなど、芸能マネジメントの分野にも進出している。

## 出演

### テレビドラマ
- 美少女H（1998年、フジテレビ）
  - 美少女Hスペシャル（1998年）
  - 美少女H2 第1話（1998年）
  - 美少女H3 第5話（1999年）
- 世紀末の詩 第6話（1998年、日本テレビ）[6]
- TEAM 第5話（1999年、フジテレビ）[6]
- 行け行けイケメン! 第7話（2000年、日本テレビ）[6]
- ココだけの話 第4回『面接』（2001年、テレビ朝日）[6]
- ルーキー! 第1話（2001年、関西テレビ）[6]

### 映画
- 秘密（1999年、滝田洋二郎）[7]
- 月（1999年、君塚匠）[7]
- つ。（2024年、伊野瀬優）- ソル 役

### 舞台
- 陽のあたる教室（2000年3月、世田谷パブリックシアター） - ガートルード・ラング 役

### バラエティ
- やるヌキッ! 五十嵐りさ&本宮純子・史上最高!!超過激プライベート!!（2002年9月13日、テレビ東京）
- T×2 Show ゲスト:イエローキャブのみなさん 超セクシーイエローキャブ軍団のバスト(秘)話（2002年9月19日、テレビ朝日）
- 美女の森 お笑い芸人達の熱き大喜利バトル▽(秘)スポーツで超美女軍団に肉薄（2002年9月24日、フジテレビ）
- Pooh! 話題のCMから芸能のギモンまで調査!（2003年1月6日、TBS）
- スポパラ 「タレコミ」「めざせ!一流芸能人」「めざせ!一流芸能人」超高級ブランドが続々登場&トップアイドル養成プロジェクト（2003年4月2日、テレビ東京）
- かちかちPress（2020年1月〜2021年6月、サガテレビ）

### インターネット
- 佐賀市「なんもな課」（2021年、佐賀市シティプロモーション室）- 主演・課長 役

### ラジオ
- Enjoy！リトルアイランド（2025年7月〜、エフエム佐賀、毎週金曜 13:30～14:00） - パーソナリティー[8]

### その他
- DIGICCO（2004年）[9] - DUNLOPのキャンペーンガールユニット

## 作品

### DVD
- 本宮純子/treasure vol.8〜Simply（2002年）[7]
- Yellow Girls first night（11人組ユニット『新YellowGirls』として出演・2002年）[10]
- Yellow Girls ACE（茂村みゆき、八幡えつこと共演・2003年）[11]